# VOICE PEAKS
『VOICE PEAKS』（ヴォイス・ピークス）は、中西保志1枚目のオリジナル・アルバム。1992年9月21日発売。発売元は日本コロムビア。

## 解説
同年4月にシングル「愛しかないよ」でメジャー・デビュー、本作の先行シングル「最後の雨」を含む1stアルバム。

## 収録曲
1. Merry-go-round
  - 作詞：夏目純　作曲：大森俊之　編曲：鳥山雄司（5分17秒）
2. 夜を数えて
  - 作詞：夏目純　作曲・編曲：オズニー・メロ（3分40秒）
3. 二人ぶんの熱い夢
  - 作詞：並河祥太　作曲・編曲：オズニー・メロ（4分09秒）
4. 最後の雨
  - 作詞：夏目純　作曲：都志見隆　編曲：富田素弘（4分42秒）
  - 日本テレビ『日立 あしたP-KAN気分!』テーマ・ソング
5. 天使を見つけた夜
  - 作詞：並河祥太　作曲：荒木真樹彦　編曲：鳥山雄司（4分59秒）
6. たった一度のkissがしたい
  - 作詞：松井五郎　作曲：赤塩正樹　編曲：富田素弘（5分36秒）
7. Wonderful Rain
  - 作詞：石川あゆ子　作曲・編曲：富田素弘（4分50秒）
8. 捜せるはずさ
  - 作詞：夏目純　作曲・編曲：富田素弘（4分49秒）
9. 愛しかないよ
  - 作詞：売野雅勇　作曲：鈴木キサブロー　編曲：三井誠（4分56秒）
  - 山一證券　’92企業CMソング
10. 君が微笑むなら
  - 作詞：中西保志　作曲・編曲：大森俊之（4分36秒）